# 津田孝
津田 孝（つだ たかし、1930年 - 2014年）は、日本の文芸評論家である。本名は孝獅（たかし）。

## 来歴
大阪に育ち、東京大学で中国文学を学ぶ。その後、徳永直の次女と結婚する。評論を書き始めたのは1950年代の終わりごろで、徳永の没後出版された、『一つの歴史』で解説と年譜を作成したのが、初期の仕事であった。リアリズム研究会に属し、プロレタリア文学や同時代の作品の評論を手がけた。
1960年代には、日本共産党の発行していた総合雑誌『文化評論』を主な活動舞台にしたために、新日本文学会に入会したときも、共産党と新日本文学会が対立を深めていた状況下だったので、〈なぜ彼が入会を許可されたのか〉といぶかしがる人たちがいた。そのために、入会後も当時の新日本文学会の方針に異をとなえ続け、1964年の第11回大会のあとに、大会のあとの運動方針を『文化評論』誌上で批判したことを理由に新日本文学会を除籍された。
1965年に、同じく新日本文学会を除籍された、江口渙や霜多正次らとともに、日本民主主義文学同盟の創立に参画し、民主主義文学の中心的な評論家として長く第一線で活躍した。また、日本共産党の中央委員も務めていたため、批判的な立場のひとたちからは、共産党そのものとみなされてさまざまな批判をあびたこともあった。1976年には、『現代の政治と作家たち』で多喜二・百合子賞を受賞した。また、小林多喜二や宮本百合子の全集（いずれも新日本出版社刊行）の編纂にもかかわり、多喜二の全集の月報に連載した解説をまとめて、『小林多喜二の世界』 (ISBN 4-406-01108-0) として刊行もした。
2001年ごろから健康上の理由で、執筆活動は休止し、その後日本民主主義文学会からも退会した。
2015年6月号の『民主文学』誌上で、田島一が、「昨年夏にお亡くなりになっていた」ことを公表した。

## 著作
- 日本文学の動向と展望（太郎書店、1966）
- 民主主義文学論（新日本出版社、1966）
- 宮本百合子と今野大力（新日本出版社、1996）